# پیر اورارت
پیر اورارت (فرانسوی: Pierre Everaert‎; ۲۱ دسامبر ۱۹۳۳ – ۲۶ مهٔ ۱۹۸۹) دوچرخه‌سوار اهل فرانسه بود.
از باشگاه‌هایی که در آن رکاب زده‌است می‌توان به تیم دوچرخه‌سواری سن-رافائل اشاره کرد.